# Sinfonia n.º 4 (Tchaikovski)
A Sinfonia Nº 4 em Fá menor, op. 36, foi escrita pelo compositor Piotr Ilitch Tchaikovski entre março e dezembro de 1877.
Teve sua estréia em Moscou, Rússia, dia 22 de fevereiro de 1878, regida por Nikolai Rubinstein. A quarta sinfonia foi dedicada à mecenas de Tchaikovski, Nadejda von Mekk, a quem ele se referiu como "minha melhor amiga" na dedicatória.
Esta sinfonia é conhecida por seu curioso terceiro movimento, no qual as cordas tocam apenas em pizzicato.

## Movimentos
1. Andante sostenuto – Moderato con anima
2. Andantino in modo di canzona
3. Scherzo — Pizzicato ostinato
4. Finale — Allegro con fuoco

## Instrumentação

### Madeiras
- 1 piccolo
- 2 flautas
- 2 oboés
- 2 clarinetes (em Lá e em Si bemol)
- 2 fagotes

### Metais
- 4 trompas (em Fá)
- 2 trompetes (em Fá)
- 3 trombones
- 1 tuba

### Percussão
- Tímpano
- Triângulo
- Pratos
- Bumbo

### Cordas
- Violinos I
- Violinos II
- Violas
- Violoncelos
- Contrabaixos

## Duração
A Sinfonia Nº 4 dura aproximadamente 42 minutos.